# 3131 Mason-Dixon

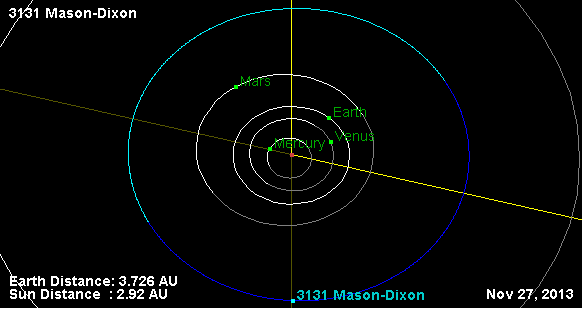
3131 Mason-Dixon

3131 Mason-Dixon eller 1982 BM1 är en asteroid i huvudbältet som upptäcktes den 24 januari 1982 av den amerikanske astronomen Edward L.G. Bowell vid Anderson Mesa Station. Den är uppkallad efter Charles Mason och Jeremiah Dixon som mätte ut Mason-Dixon-linjen.
Den tillhör asteroidgruppen Koronis.